# Porträt von Napoleon III. in Uniform (Winterhalter)
Das Porträt Napoleons III. war ein Ölgemälde des Porträtisten Franz Xaver Winterhalter aus dem Jahr 1853. Es war ein offizielles Porträt des französischen Kaisers Napoleon III., der von 1852 bis 1870 das Zweite Kaiserreich regierte. Das Bild war 240 cm hoch und 155 cm breit. Das Original wurde 1871 durch den Brand der Tuilerien zerstört. Es ist aber durch die große Zahl von Kopien, die andere Maler während der Regierungszeit des Kaisers anfertigten, bekannt.

## Beschreibung und Geschichte
Napoleon war auf dem Ganzkörperbild vor einem rot drapierten Tisch und einem roten Samtvorhang stehend dargestellt. Er trug auf dem Gemälde die Uniform eines Generalleutnants oder Generals und darüber einen mit Hermelinpelz gefütterten Königsmantel. In Wirklichkeit gab es aber ein solches umhangartiges Kleidungsstück nicht. In seiner rechten Hand hielt er sein Szepter, bezeichnet als „Hand der Justiz“. Auf dem Tisch auf der linken Seite des Bildes waren ein weiteres Szepter, da die Könige Frankreichs zwei oder sogar drei führten, und die Kaiserkrone zu sehen. Napoleons linke Hand ruhte auf seinem Säbel. Ob es sich dabei um die bekannte „Joyeuse“, den „Charlemagne“ oder schlicht einen beliebigen Offizierssäbel handelte, ist umstritten. Der Kaiser trug die Insignien des Großmeisters der Ehrenlegion, wozu insbesondere die Collane und die rote Schärpe gehörten. Im Hintergrund des Bildes war auf der rechten Seite ein Ausblick auf den Palais des Tuileries, die Residenz des Kaisers, zu sehen. 
Winterhalter galt als einer der führenden Porträtmaler der Königshäuser Europas, als er 1852 den Auftrag erhielt, den am 1. Dezember 1852 proklamierten Kaiser und dessen Ehefrau, Eugénie de Montijo, jeweils in einem Gemälde zu porträtieren. 
Das Originalporträt Napoleons wurde während des Salons der Weltausstellung 1855 in Paris der Öffentlichkeit präsentiert. Danach wurde es im Tuilerienpalast aufgehängt. Zwischen 1855 und 1870 wurden 540 Kopien dieses Porträts von verschiedenen Malern erstellt, um offizielle Gebäude in Frankreich zu schmücken. Die Kopien wurden in zwei verschiedenen Ausführungen verbreitet: Die teureren, für die die Maler pro Stück 1200 Francs erhielten, zeigten das Gesamtmotiv und waren ungefähr in der Größe des Originalbildes gehalten. Mit 600 Francs wurden die Künstler für die billigeren Kopien honoriert, die nur Napoleons Oberkörper zeigten und Abmessungen von ungefähr 140 × 100 cm hatten. Die Qualität der Ausführung und der Ruf des Malers spielten dabei keine Rolle.
Das Originalporträt Napoleons ging ebenso wie das Porträt seiner Gattin beim Brand der Tuilerien während der Pariser Kommune am 23. Mai 1871 verloren.
Zwei Studien zu den Porträts des Kaiserpaares, die Winterhalter 1853 in seinem Atelier angefertigt hatte, wurden in zwei privaten Sammlungen entdeckt, die eine in Italien, die andere in Dänemark. Sie wurden am 2. Oktober 2013 bei Christie’s versteigert.
Ein weiteres Porträt Napoleons III. von Winterhalters Hand zeigt den französischen Kaiser in Zivilkleidung. Später ließ sich Napoleon III. von französischen Künstlern porträtieren, während seine Ehefrau Eugénie weiterhin Winterhalter als Porträtisten bevorzugte.